# Паисий Охридски
Вижте пояснителната страница за други личности с името Паисий.
Паисий е православен духовник, охридски архиепископ от 1557 до към 1566 година.

## Биография
Паисий е приемник на починалия през 1557 година архиепископ Никанор. По негово време сръбската църква се отделя от Охридската архиепископия в новоучредената Печка патриаршия (1557). През 1565 г. той председателства църковния събор в Константинопол, отстранил патриарх Йоасаф II Константинополски. В Зографския манастир се намират четири грамоти на гръцки език, издадени от Паисий през 1566 г. и подписани „по Божия милост архиепископ на Първа Юстиниана-Охрид и на цяла България, Сърбия и прочие“. Неговото име се споменава в славянския дарителски надпис на една икона, пазена в Музея на византийската култура, Солун.

## Изследвания
Снегаров, Иван. История на Охридската архиепископия-патриаршия, т.2. Второ фототипно издание.   София, Академично издателство „Проф. Марин Дринов“, 1995, [1932]. ISBN 954-430-345-6. с. 189.